# Live at the Hollywood Bowl
Live at the Hollywood Bowl — це концертний альбом гурту The Doors. Концерт, на якому зроблено запис, відбувся у найбільшому амфітеатрі США — Голлівуд Боулі, 5 липня 1968 року. Існує відеоверсія концерту, яка була видана у 1999 році, у форматі DVD, в рамках компіляції The Doors – 30 Years Commemorative Edition.
Сам трек-лист цього альбому є скороченим: тоді було зіграно значно більше пісень, а сам концерт тривав майже годину. Загальна тривалість Live at the Hollywood Bowl становить 22 хвилини — це найкоротший реліз Doors.  

## Список пісень
1. «Wake Up» — 1:40
2. «Light My Fire» — 8:15
3. «The Unknown Soldier» — 4:23
4. «A Little Game» — 1:22
5. «The Hill Dwellers» — 2:20
6. «Spanish Caravan» — 1:19